# Acraea montana
Acraea montana är en fjärilsart som beskrevs av Stoneham 1943. Acraea montana ingår i släktet Acraea och familjen praktfjärilar. Inga underarter finns listade i Catalogue of Life.